# Fergal Lawler
Fergal Patrick Lawler (Limerick, 4 marzo 1971) è un batterista irlandese, noto per essere membro fondatore della celebre band "Cranberries", in cui ha suonato dal 1989 al 2003 (anno in cui la band decise di prendersi un periodo di pausa) e dal 2009 (anno del ritorno all'attività del gruppo) al 2019 (anno dello scioglimento definitivo del gruppo).
Durante il periodo di pausa dei Cranberries, Fergal Lawler ha creato una band di nome The Low Network.